# غوران (طالقان)
غوران هي قرية في مقاطعة طالقان، إيران. يقدر عدد سكانها بـ 401 نسمة بحسب إحصاء 2016.